# Óbidos
Óbidos é uma vila portuguesa e sede de município da região Oeste. Situada na província histórica da Estremadura, e no distrito de Leiria, integra atualmente a NUTII do Oeste e Vale do Tejo, com cerca de 2 200 habitantes.
A vila é sede do Município de Óbidos com 141,55 km² de área e 11 924 habitantes (2021), subdividido em 7 freguesias. O município é limitado a nordeste e leste pelo município das Caldas da Rainha, a sul pelo Bombarral, a sudoeste pela Lourinhã, a oeste por Peniche e a noroeste tem costa no oceano Atlântico.
Em 2007 o Castelo de Óbidos foi declarado pelo concurso as Sete Maravilhas de Portugal o segundo dos sete monumentos mais relevantes do património arquitetónico português.
A 11 de Dezembro de 2015 a UNESCO considerou Óbidos como cidade literária, como parte do programa Rede de Cidades Criativas.
A vila está localizada a norte de Lisboa (88 km via A8) e a sudoeste de Coimbra (138 km via A1 / A8).

## Etimologia
"Óbidos" deriva do termo latino ópido, significando «cidadela», «cidade fortificada». Nas suas proximidades ergue-se a povoação romana de Eburobrício.

## História
Terá sido tomada aos Mouros em 1148, e recebido a primeira carta de foral em 1195, sob o reinado de D. Sancho I. Óbidos fez parte do dote de inúmeras rainhas de Portugal, designadamente D. Urraca de Castela (esposa de D. Afonso II), a Rainha Santa Isabel (esposa de D. Dinis), d. Filipa de Lencastre (esposa de D. João I), D. Leonor de Aragão (esposa de D. Duarte), D. Leonor de Avis (esposa de D. João II), entre outras.
Em 1527, viviam  161 habitantes na vila, o que corresponderia a cerca de 1/10 da população do município.
Foi de Óbidos que nasceu o concelho das Caldas da Rainha, anteriormente chamado de Caldas de Óbidos (a mudança do determinativo ficou a dever-se às temporadas que aí passou a rainha D. Leonor).
A 16 de Fevereiro de 2007, o castelo de Óbidos recebeu o diploma de candidata como uma das sete maravilhas de Portugal.
Em 2015, as Muralhas da Vila de Óbidos integraram o projeto "Maravilhas de Portugal", uma iniciativa da Direção-Geral do Património Cultural e da multinacional Google que permite ver ao detalhe, numa visita a 360 graus, 57 monumentos disponíveis 'online' a partir das páginas da Google ou da Google Maps.
Óbidos já tem habituado os visitantes à sua transformação pela altura de Natal. Nos últimos anos, a conhecida vila transforma-se na "Vila Natal", um local místico que encanta miúdos e graúdos pela beleza e diversão que proporciona a todos. Adicionalmente à "Vila Natal", Óbidos tem outros eventos tais como a Feira Medieval, onde o castelo regressa às suas origens medievais e onde se pode experienciar o que era viver nessa época. O Festival do Chocolate é também um evento que desperta muito interesse nos turistas, neste festival podem ver-se esculturas de chocolate de tamanho real, as crianças podem participar em workshops e fazer os seus próprios chocolates. 

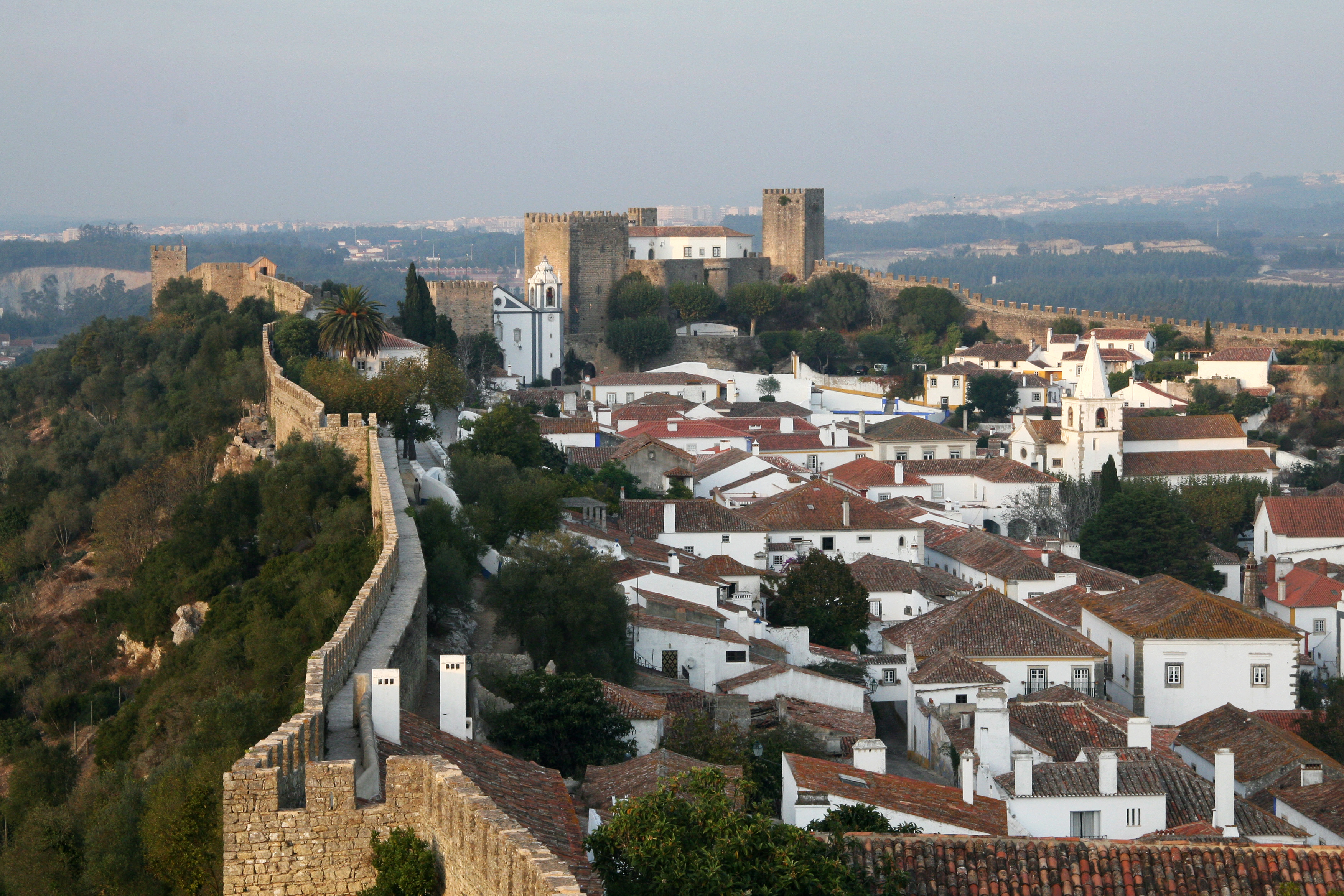
Perspectiva da vila a partir das muralhas do castelo

Desde 1996 a Associação de Cursos Internacionais de Música (ACIM) organiza a Semana Internacional de Piano de Óbidos (SIPO) que inclui Master class com intérpretes e professores de piano nacionais e estrangeiros como Josep Colom, para além de um programa de concertos diversificados.
Mais recentemente Óbidos promove anualmente o evento FOLIO – Festival Literário Internacional de Óbidos, um evento focado na cultura literária e musical.

## Património
- Castelo de Óbidos
- Porta da Vila
- Praça de Santa Maria
- Igreja de Santa Maria
- Igreja da Misericórdia
- Igreja de São Pedro
- Igreja de Nossa Senhora de Monserrate
- Santuário do Senhor Jesus da Pedra
- Capela de São Martinho
- Igreja de São Tiago
- Aqueduto
- Ermida de Nossa Senhora do Carmo
- Porta do Vale
- Casa do Arco da Cadeia – Abílio Mattos e Silva e Maria José Salavisa

## Geografia

### Freguesias

Freguesias do município de Óbidos.

O município de Óbidos está dividido em 7 freguesias:
- A-dos-Negros
- Amoreira
- Gaeiras
- Olho Marinho
- Santa Maria, São Pedro e Sobral da Lagoa (Óbidos)
- Usseira
- Vau

## População
| Número de habitantes | Número de habitantes | Número de habitantes | Número de habitantes | Número de habitantes | Número de habitantes | Número de habitantes | Número de habitantes | Número de habitantes | Número de habitantes | Número de habitantes | Número de habitantes | Número de habitantes | Número de habitantes | Número de habitantes | Número de habitantes |
| -------------------- | -------------------- | -------------------- | -------------------- | -------------------- | -------------------- | -------------------- | -------------------- | -------------------- | -------------------- | -------------------- | -------------------- | -------------------- | -------------------- | -------------------- | -------------------- |
| 1864                 | 1878                 | 1890                 | 1900                 | 1911                 | 1920                 | 1930                 | 1940                 | 1950                 | 1960                 | 1970                 | 1981                 | 1991                 | 2001                 | 2011                 | 2021                 |
| 6166                 | 6541                 | 7977                 | 8635                 | 9467                 | 9584                 | 9877                 | 10799                | 11716                | 11316                | 9587                 | 10538                | 11188                | 10875                | 11772                | 11922                |

(Obs.: Número de habitantes "residentes", ou seja, que tinham a residência oficial neste município à data em que os censos  se realizaram.)	
| Número de habitantes por Grupo Etário | Número de habitantes por Grupo Etário | Número de habitantes por Grupo Etário | Número de habitantes por Grupo Etário | Número de habitantes por Grupo Etário | Número de habitantes por Grupo Etário | Número de habitantes por Grupo Etário | Número de habitantes por Grupo Etário | Número de habitantes por Grupo Etário | Número de habitantes por Grupo Etário | Número de habitantes por Grupo Etário | Número de habitantes por Grupo Etário | Número de habitantes por Grupo Etário | Número de habitantes por Grupo Etário |
| ------------------------------------- | ------------------------------------- | ------------------------------------- | ------------------------------------- | ------------------------------------- | ------------------------------------- | ------------------------------------- | ------------------------------------- | ------------------------------------- | ------------------------------------- | ------------------------------------- | ------------------------------------- | ------------------------------------- | ------------------------------------- |
|                                       | 1900                                  | 1911                                  | 1920                                  | 1930                                  | 1940                                  | 1950                                  | 1960                                  | 1970                                  | 1981                                  | 1991                                  | 2001                                  | 2011                                  | 2021                                  |
| 0-14 Anos                             | 6 631                                 | 6 908                                 | 3 144                                 | 3 321                                 | 3 508                                 | 3 324                                 | 2 933                                 | 2 335                                 | 2 447                                 | 2 052                                 | 1 547                                 | 1 723                                 | 1 467                                 |
| 15-24 Anos                            | 2 892                                 | 3 545                                 | 1 808                                 | 1 790                                 | 1 734                                 | 2 091                                 | 1 832                                 | 1 255                                 | 1 513                                 | 1 712                                 | 1 411                                 | 1 116                                 | 1 157                                 |
| 25-64 Anos                            | 7 086                                 | 7 662                                 | 3 978                                 | 4 338                                 | 4 782                                 | 5 384                                 | 5 565                                 | 4 700                                 | 5 077                                 | 5 542                                 | 5 713                                 | 6 335                                 | 6 110                                 |
| = ou > 65 Anos                        | 1 013                                 | 1 131                                 | 633                                   | 727                                   | 738                                   | 859                                   | 986                                   | 1 175                                 | 1 501                                 | 1 882                                 | 2 204                                 | 2 598                                 | 3 188                                 |

(Obs: De 1900 a 1950 os dados referem-se à população "de facto", ou seja, que estava presente no município à data em que os censos se realizaram. Daí que se registem algumas diferenças relativamente à designada população residente)

## Política

### Eleições autárquicas[11]
| Data | %     | V     | %      | V      | %       | V       | %            | V            | %              | V  | %              | V  | %    | V  | %   | V   | %              | V   | Participação |                |
| Data | PS    | PS    | CDS-PP | CDS-PP | PPD/PSD | PPD/PSD | FEPU/APU/CDU | FEPU/APU/CDU | AD             | AD | BE             | BE | CH   | CH | MPT | MPT | ADN            | ADN | Participação |                |
| ---- | ----- | ----- | ------ | ------ | ------- | ------- | ------------ | ------------ | -------------- | -- | -------------- | -- | ---- | -- | --- | --- | -------------- | --- | ------------ | -------------- |
| Data | 1976  | 38,62 | 2      | 28,33  | 2       | 17,18   | 1            | 9,75         | -              |    |                |    |      |    |     |     |                |     |              | 56,62 / 100,00 |
| 1979 | 49,78 | 3     | AD     | AD     | AD      | AD      | 13,56        | -            | 32,25          | 2  | 64,87 / 100,00 |    |      |    |     |     |                |     |              |                |
| 1982 | 52,66 | 3     | AD     | AD     | AD      | AD      | 8,40         | -            | 32,76          | 2  | 63,12 / 100,00 |    |      |    |     |     |                |     |              |                |
| 1985 | 57,18 | 3     |        |        | 32,24   | 2       | 7,15         | -            |                |    | 55,74 / 100,00 |    |      |    |     |     |                |     |              |                |
| 1989 | 62,09 | 4     | 4,02   | -      | 26,15   | 1       | 3,64         | -            | 56,93 / 100,00 |    |                |    |      |    |     |     |                |     |              |                |
| 1993 | 49,53 | 3     | 2,28   | -      | 41,09   | 2       | 3,07         | -            | 60,21 / 100,00 |    |                |    |      |    |     |     |                |     |              |                |
| 1997 | 48,44 | 3     | 1,25   | -      | 43,19   | 2       | 3,82         | -            | 60,45 / 100,00 |    |                |    |      |    |     |     |                |     |              |                |
| 2001 | 43,72 | 2     | 1,88   | -      | 49,93   | 3       | 1,88         | -            | 63,20 / 100,00 |    |                |    |      |    |     |     |                |     |              |                |
| 2005 | 23,22 | 1     | 1,47   | -      | 68,96   | 4       | 2,79         | -            | 61,54 / 100,00 |    |                |    |      |    |     |     |                |     |              |                |
| 2009 | 22,83 | 2     | 1,76   | -      | 68,47   | 5       | 3,81         | -            | 59,09 / 100,00 |    |                |    |      |    |     |     |                |     |              |                |
| 2013 | 40,08 | 3     | 3,33   | -      | 43,12   | 4       | 6,65         | -            | 55,27 / 100,00 |    |                |    |      |    |     |     |                |     |              |                |
| 2017 | 35,54 | 3     | 1,61   | -      | 48,59   | 4       | 5,88         | -            | 3,45           | -  | 58,37 / 100,00 |    |      |    |     |     |                |     |              |                |
| 2021 | 36,61 | 3     | 0,80   | -      | 45,19   | 4       | 4,23         | -            | 2,95           | -  | 4,60           | -  | 1,24 | -  | MPT | MPT | 57,07 / 100,00 |     |              |                |

### Eleições legislativas
| Data | %     | %       | %       | %     | %     | %     | %       | %     | %    | %     | %    | %   | %       | % | %  | %  |  |
| Data | PS    | PSD     | CDS     | PCP   | UDP   | AD    | APU/CDU | FRS   | PRD  | PSN   | B.E. | PAN | PSD CDS | L | CH | IL |  |
| ---- | ----- | ------- | ------- | ----- | ----- | ----- | ------- | ----- | ---- | ----- | ---- | --- | ------- | - | -- | -- |  |
| Data | 1976  | 39,12   | 25,72   | 15,68 | 7,75  | 0,70  |         |       |      |       |      |     |         |   |    |    |  |
| 1979 | 34,00 | AD      | AD      | APU   | 1,40  | 42,68 | 11,10   |       |      |       |      |     |         |   |    |    |  |
| 1980 | FRS   | AD      | AD      | APU   | 1,27  | 47,47 | 9,60    | 30,74 |      |       |      |     |         |   |    |    |  |
| 1983 | 45,26 | 26,44   | 10,67   | APU   | 0,61  |       | 9,90    |       |      |       |      |     |         |   |    |    |  |
| 1985 | 24,04 | 29,90   | 7,42    | APU   | 0,58  | 7,90  | 23,46   |       |      |       |      |     |         |   |    |    |  |
| 1987 | 26,49 | 52,51   | 5,07    | CDU   | 0,48  | 5,80  | 4,03    |       |      |       |      |     |         |   |    |    |  |
| 1991 | 29,23 | 54,93   | 4,06    | CDU   |       | 4,37  | 0,69    | 1,35  |      |       |      |     |         |   |    |    |  |
| 1995 | 45,54 | 35,80   | 9,71    | CDU   | 0,44  | 4,09  |         |       |      |       |      |     |         |   |    |    |  |
| 1999 | 47,25 | 35,61   | 7,58    | CDU   |       | 4,54  | 0,45    | 1,25  |      |       |      |     |         |   |    |    |  |
| 2002 | 37,44 | 47,12   | 7,30    | CDU   | 3,07  |       | 1,60    |       |      |       |      |     |         |   |    |    |  |
| 2005 | 45,01 | 33,96   | 6,56    | CDU   | 4,25  | 5,03  |         |       |      |       |      |     |         |   |    |    |  |
| 2009 | 35,94 | 31,94   | 10,93   | CDU   | 5,11  | 8,51  |         |       |      |       |      |     |         |   |    |    |  |
| 2011 | 25,51 | 42,32   | 11,85   | CDU   | 5,26  | 5,04  | 1,54    |       |      |       |      |     |         |   |    |    |  |
| 2015 | 30,22 | PSD/CDS | PSD/CDS | CDU   | 5,98  | 11,39 | 1,41    | 40,17 | 0,75 |       |      |     |         |   |    |    |  |
| 2019 | 36,21 | 28,87   | 4,17    | CDU   | 4,91  | 9,65  | 2,92    |       | 0,88 | 1,51  | 0,97 |     |         |   |    |    |  |
| 2022 | 40,41 | 30,80   | 1,52    | CDU   | 3,71  | 4,68  | 1,48    | 1,15  | 8,37 | 4,41  |      |     |         |   |    |    |  |
| 2024 | 26,13 | AD      | AD      | CDU   | 32,32 | 2,61  | 4,00    | 1,59  | 2,49 | 19,88 | 5,38 |     |         |   |    |    |  |
| 2025 | 21,82 | AD      | AD      | CDU   | 33,04 | 2,22  | 1,72    | 1,34  | 3,74 | 24,61 | 5,78 |     |         |   |    |    |  |

## Cultura
- Museu Municipal de Óbidos, na Rua Direita n.º 97

## Óbidos, Vila Literária
O projeto Óbidos, Vila Literária iniciou-se com a reabilitação de espaços degradados que foram transformados em livrarias.

Com o objetivo de criar dinâmicas ligadas ao livro, foi criado o Folio - Festival Literário e realizou-se uma candidatura a cidade criativa da literatura da Unesco. A integração ocorreu em dezembro de 2014.
O festival literário Folio integra dezenas de atividades que passam por mesas redondas, entrevistas, tertúlias, concertos, exposições, peças de teatro, sessões de cinema, atividades com escolas, com dezenas de escritores e criadores portugueses e estrangeiros.

## Galeria

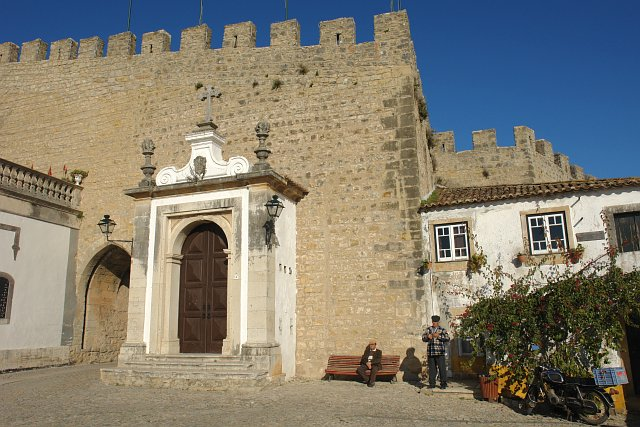
Uma das entradas.
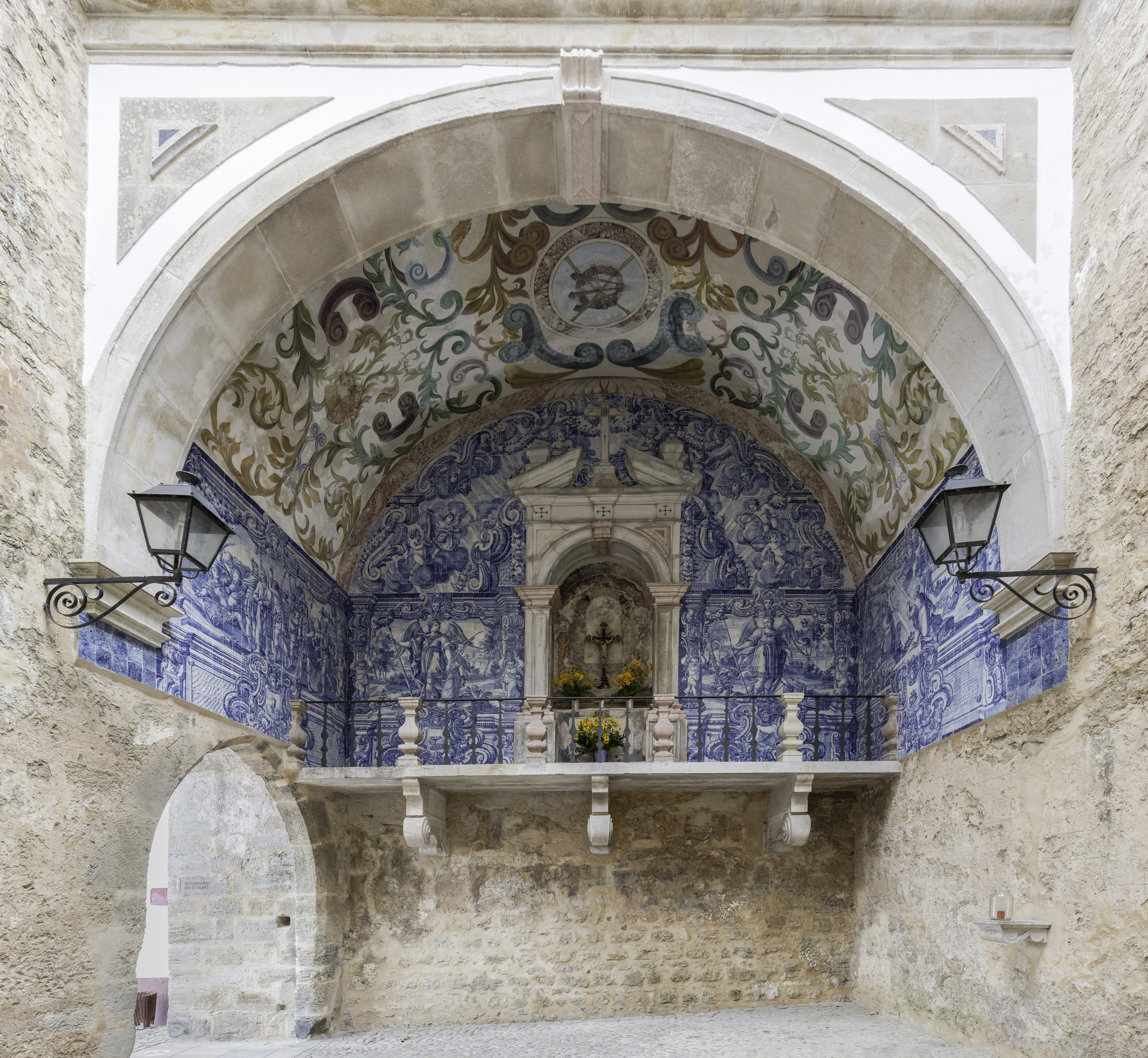
Porta da Vila.
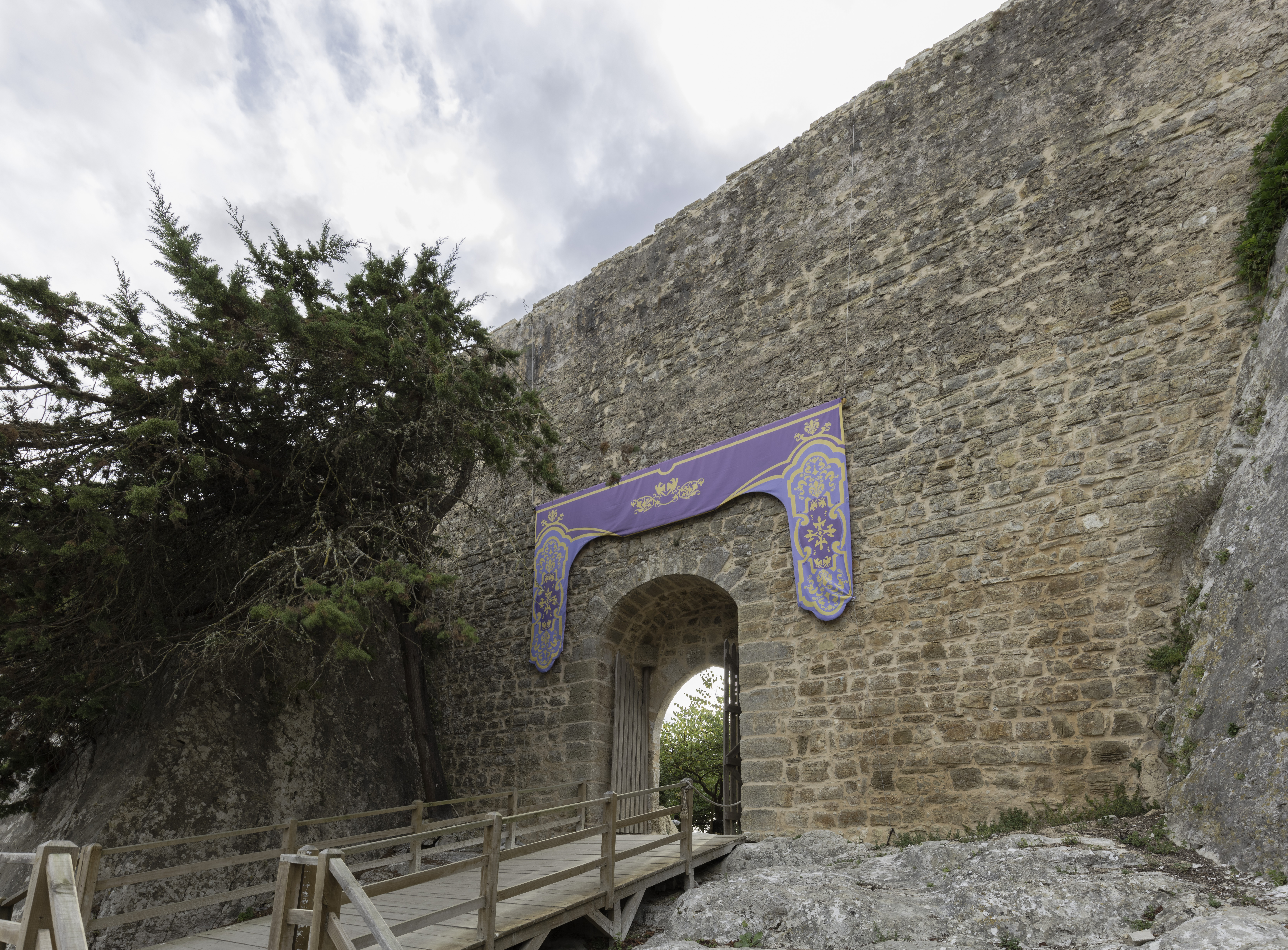
Porta da Talhada.
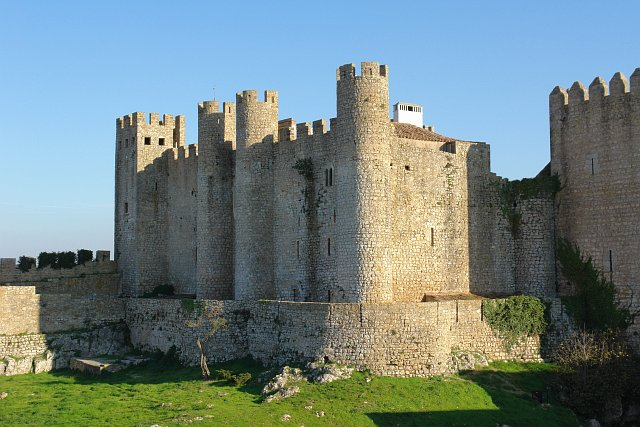
Castelo de Óbidos.
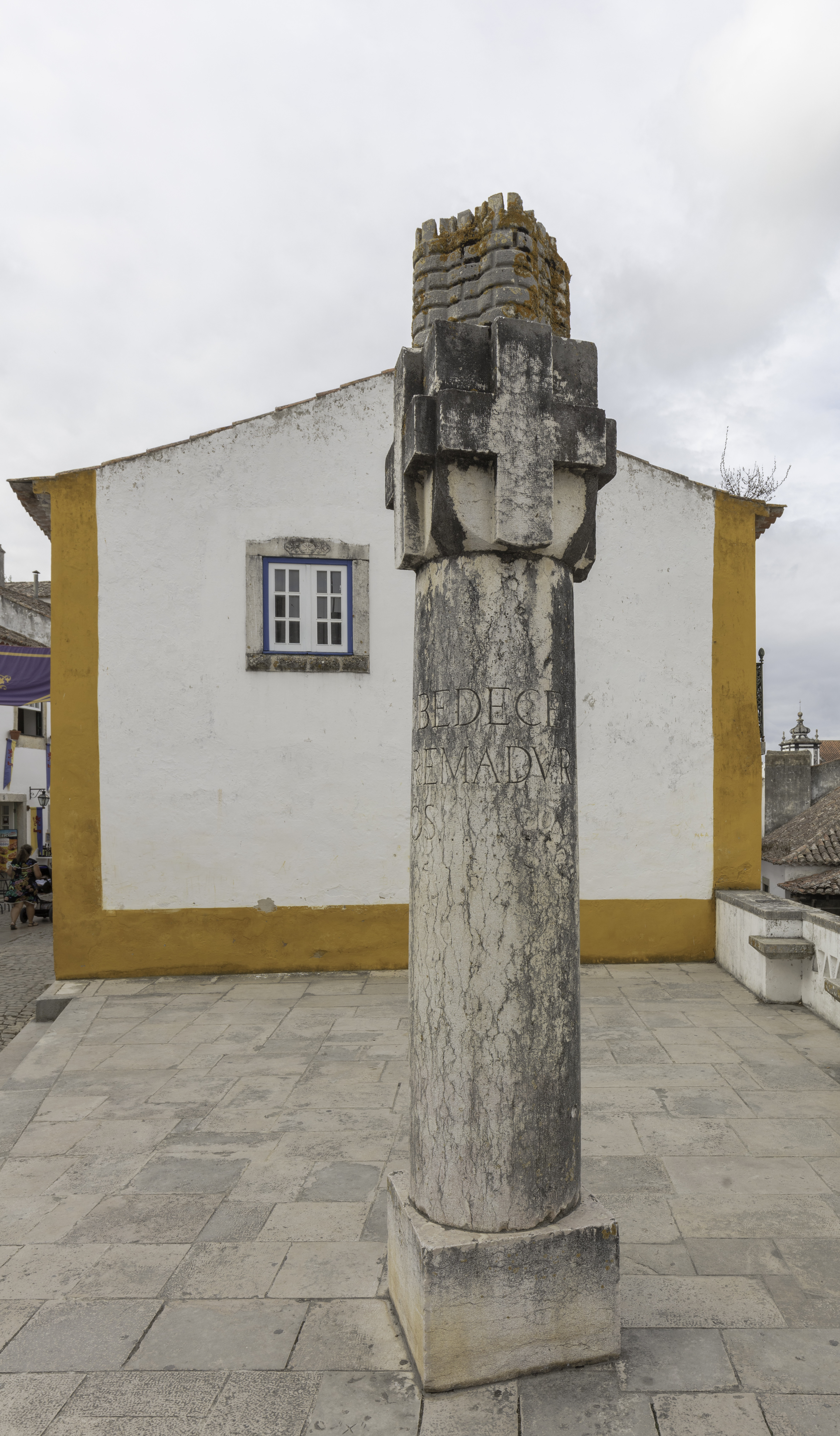
Padrão Camoniano.
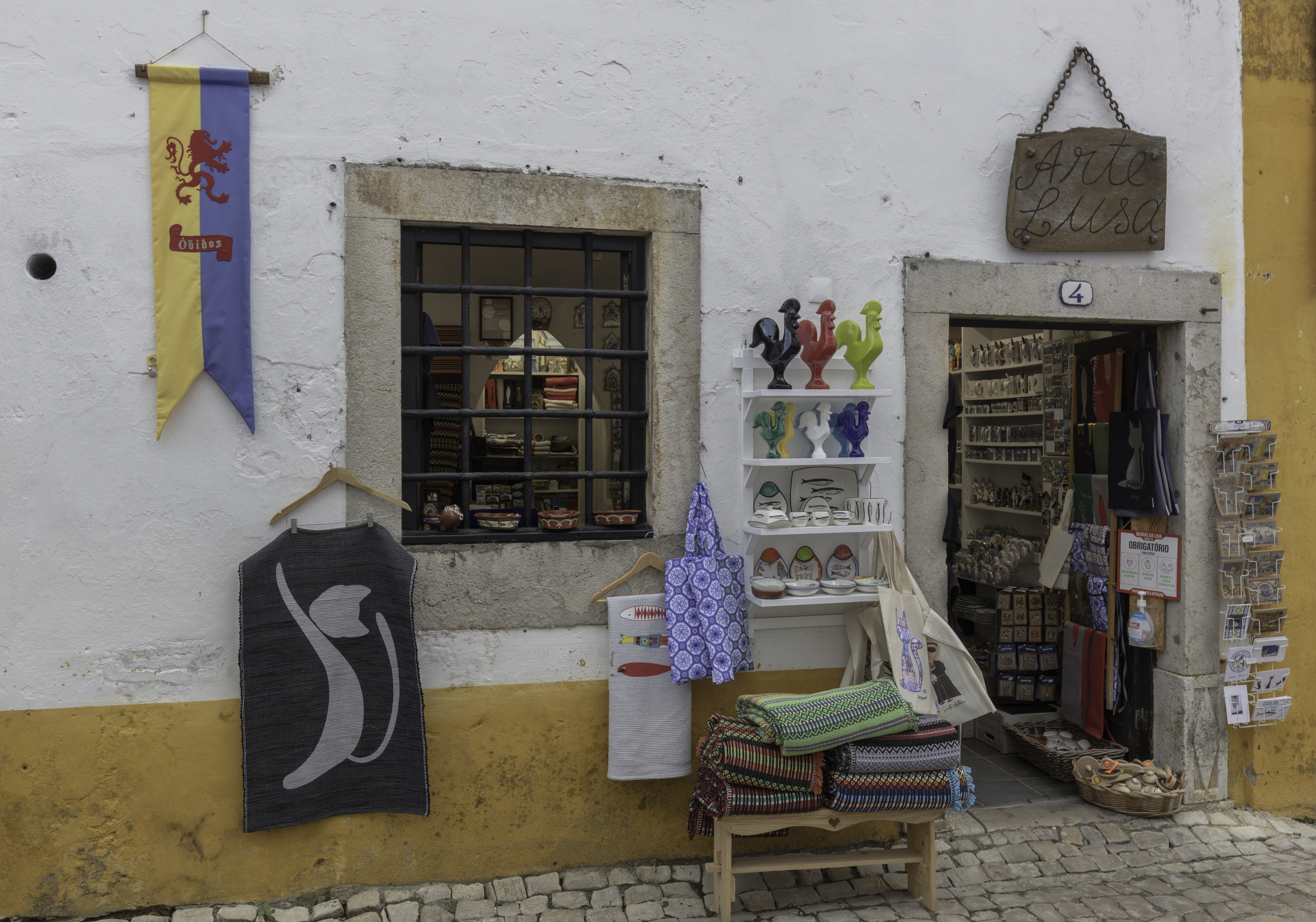
Loja.
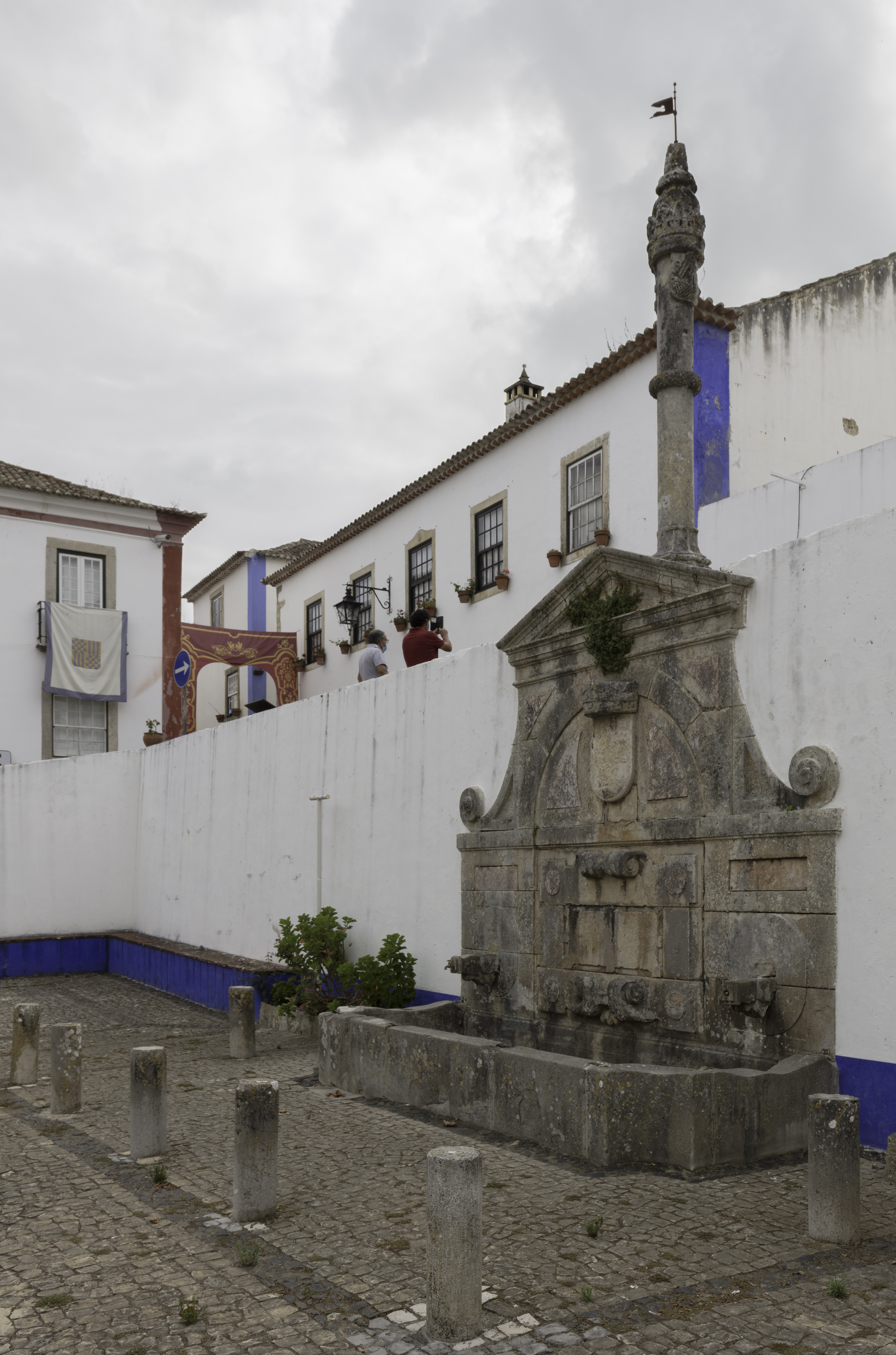
Chafariz da Vila.
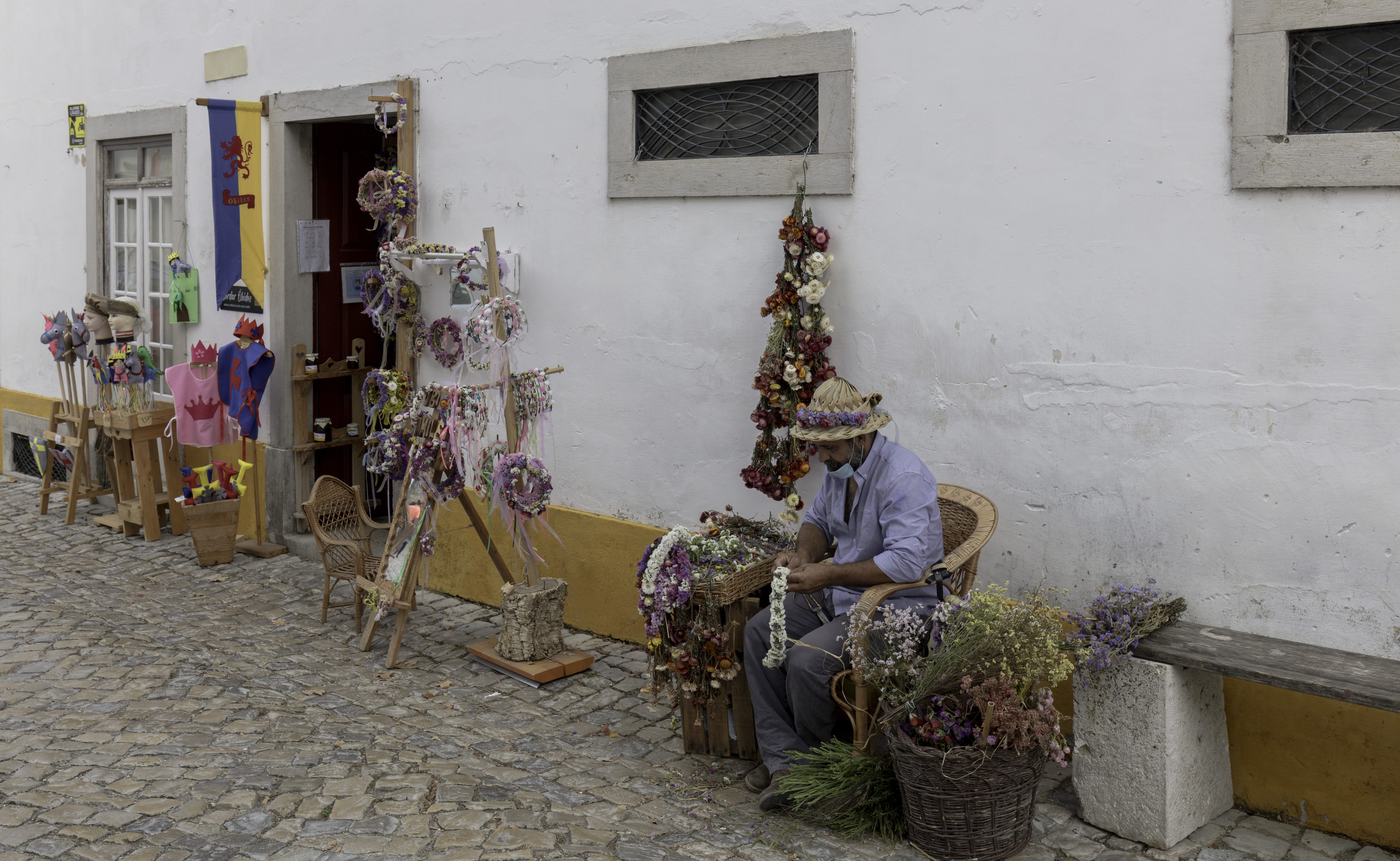
Artesanato.